# Kettős kötés
A kettős kötés olyan kémiai kötés, amelyet – az egyszeres kovalens kötésben szokásos kettő helyett – négy kötőelektron létesít. A leggyakoribb kettős kötés az alkének két szénatomja közötti kötés. Kettős kötés sokféle elem két atomja között kialakulhat, például a karbonilcsoportban egy szén- és egy oxigénatom kapcsolódik kettős kötéssel. Gyakori kettős kötés még az azovegyületekben (N=N), iminekben (C=N) és szulfoxidokban (S=O) található kötés. A szerkezeti képletekben a kettős kötést a két atom közötti két párhuzamos vonallal jelölik.
A kettős kötések erősebbek mint az egyszeres kötések, és a kötéstávolság is kisebb bennük. A kötésrend kettő. A kettős kötések – elektronban gazdag voltuk miatt – reakcióképesek.
|                                     |        |                   |
| etilén                              | aceton | dimetil-szulfoxid |
| Kettős kötést tartalmazó vegyületek |        |                   |

## Kötés
A kötést a hibridizáció segítségével lehet leírni. Az etilénben mindkét szénatomnak van három sp2-pályája és egy p-pályája. A három sp2-pálya egy síkban fekszik, és egymással 120°-os szöget zárnak be. A p-pálya erre a síkra merőlegesen helyezkedik el. Amikor a két szénatom közeledik egymáshoz, egyik sp2-pályájuk átfed, és szigma-kötés jön létre. Ezzel egyidejűleg a két p-pálya is (ugyanabban a síkban) közel kerül egymáshoz, és együtt egy pi-kötést alkotnak. A két p-pályának – a maximális átfedés biztosításához – egymással párhuzamosnak kell maradniuk, ezért a központi kötés körüli elfordulás (rotáció) nem lehetséges. Emiatt cisz-transz izoméria lép fel. A kettős kötések rövidebbek az egyszeres kötéseknél, mert a p-pályák átfedése maximális.

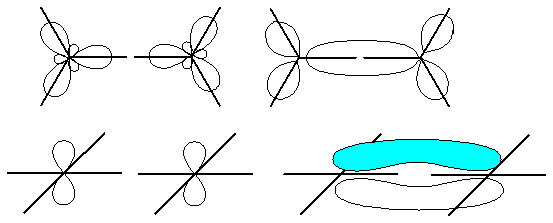
A pályák ábrázolása: felül: 2 sp^{2}-pálya (felülnézet, atomonként 3-3 pályával) közeledésével egy sp^{2}-sp^{2} szigma-kötés jön létre. Alul: két p-pálya átfedésével egy pi-kötés alakul ki a szigma-kötés síkjával párhuzamos síkban.

Az etilén 133 pm-es C−C kötéshossza kisebb, mint az etánban mért 154 pm. A kettős kötés erősebb is, a kötési energia 636 kJ/mol a 368 kJ/mol-lal szemben, de nincs kétszer akkora, mivel a pi-kötés a p-pályák kevésbé hatékony átfedése miatt gyengébb a szigma-kötésnél.
Egy alternatív ábrázolásmódban a kettős kötések két sp3-pályának az átfedésével, mint hajlított kötés jönnek létre.

## Variációk
Olyan molekulákban, amelyekben felváltva egyes és kettős kötések találhatók, a p-pályák átfedése több atom között is létrejöhet, melynek révén konjugált rendszer alakul ki. Konjugáció lép fel például a diénekben és enonokban. Gyűrűs molekulákban a konjugáció miatt aromás jelleghez vezethet. A kumulénekben két vagy több szomszédos kettős kötés található.
A kettős kötés gyakori a 2. periódusban található szén, nitrogén és oxigén esetén, ugyanakkor a nagyobb sorszámú periódusokban található elemeknél ritkábban alakul ki. A fémek is részt vehetnek többszörös kötésekben, ezek fém-ligandum többszörös kötések.

## Fordítás
Ez a szócikk részben vagy egészben a Double bond című angol Wikipédia-szócikk ezen változatának fordításán alapul.  Az eredeti cikk szerkesztőit annak laptörténete sorolja fel. Ez a jelzés csupán a megfogalmazás eredetét és a szerzői jogokat jelzi, nem szolgál a cikkben szereplő információk forrásmegjelöléseként.